# Daniel Talbot
Daniel Talbot (ur. 1 maja 1991 w Salisbury) – brytyjski lekkoatleta specjalizujący się w biegach sprinterskich.
W biegu na 200 metrów dotarł do półfinału mistrzostw świata juniorów w Moncton (2010). Podczas młodzieżowych mistrzostw Europy w 2011 był czwarty w biegu na 200 metrów oraz wraz z kolegami sięgnął po srebrny medal w sztafecie 4 x 100 metrów. Brązowy (w biegu na 200 metrów) medalista mistrzostw Europy w Helsinkach (2012). 
W 2013 zdobył złoto i srebro na młodzieżowych mistrzostw Europy w Tampere. Wszedł w skład brytyjskiej Sztafeta 4 × 100 metrów, która sięgnęła po brązowy medal IAAF World Relays 2014. Srebrny medalista igrzysk Wspólnoty Narodów (2014). W 2016 sięgnął po swój drugi brąz mistrzostw Europy w biegu na 200 metrów oraz startował na igrzyskach olimpijskich w Rio de Janeiro. Złoty medalista mistrzostw świata w Londynie w biegu rozstawnym 4 × 100 metrów (2017).
Złoty medalista mistrzostw Wielkiej Brytanii oraz reprezentant kraju na drużynowych mistrzostwach Europy.

## Osiągnięcia
| Rok  | Impreza                                 | Miejsce        | Konkurencja        | Lokata               | Wynik         | Reprezentacja |
| ---- | --------------------------------------- | -------------- | ------------------ | -------------------- | ------------- | ------------- |
| 2010 | Mistrzostwa świata juniorów             | Moncton        | bieg na 200 m      | półfinał             | 21,19w        | GBR           |
| 2010 | Mistrzostwa świata juniorów             | Moncton        | sztafeta 4 × 100 m | –                    | DNF           | GBR           |
| 2011 | Superliga drużynowych mistrzostw Europy | Sztokholm      | bieg na 200 m      | eliminacje           | 20,96         | GBR           |
| 2011 | Młodzieżowe mistrzostwa Europy          | Ostrawa        | bieg na 200 m      | 4. miejsce           | 20,71         | GBR           |
| 2011 | Młodzieżowe mistrzostwa Europy          | Ostrawa        | sztafeta 4 × 100 m | 2. miejsce           | 39,10         | GBR           |
| 2012 | Mistrzostwa Europy                      | Helsinki       | bieg na 200 m      | 3. miejsce           | 20,95         | GBR           |
| 2012 | Igrzyska olimpijskie                    | Londyn         | sztafeta 4 × 100 m | –                    | DQ            | GBR           |
| 2013 | Superliga drużynowych mistrzostw Europy | Gateshead      | bieg na 200 m      | 3. miejsce           | 20,67w        | GBR           |
| 2013 | Superliga drużynowych mistrzostw Europy | Gateshead      | sztafeta 4 × 100 m | 1. miejsce           | 39,27         | GBR           |
| 2013 | Młodzieżowe mistrzostwa Europy          | Tampere        | bieg na 200 m      | 2. miejsce           | 20,46         | GBR           |
| 2013 | Młodzieżowe mistrzostwa Europy          | Tampere        | sztafeta 4 × 100 m | 1. miejsce           | 38,77         | GBR           |
| 2014 | IAAF World Relays                       | Nassau         | sztafeta 4 × 100 m | 3. miejsce           | 37,93 (elim.) | GBR           |
| 2014 | Superliga drużynowych mistrzostw Europy | Brunszwik      | bieg na 100 m      | 2. miejsce           | 10,30         | GBR           |
| 2014 | Igrzyska Wspólnoty Narodów              | Glasgow        | bieg na 200 m      | 7. miejsce           | 20,45         | ENG           |
| 2014 | Igrzyska Wspólnoty Narodów              | Glasgow        | sztafeta 4 × 100 m | 2. miejsce           | 38,02         | ENG           |
| 2014 | Mistrzostwa Europy                      | Zurych         | bieg na 200 m      | półfinał             | 20,62         | GBR           |
| 2014 | Mistrzostwa Europy                      | Zurych         | sztafeta 4 × 100 m | 1. miejsce           | 37,93         | GBR           |
| 2015 | IAAF World Relays                       | Nassau         | sztafeta 4 × 100 m | 1. miejsce (Finał B) | 38,67         | GBR           |
| 2015 | Superliga drużynowych mistrzostw Europy | Czeboksary     | bieg na 200 m      | 1. miejsce           | 20,62         | GBR           |
| 2015 | Superliga drużynowych mistrzostw Europy | Czeboksary     | sztafeta 4 × 100 m | 1. miejsce           | 38,21         | GBR           |
| 2015 | Mistrzostwa świata                      | Pekin          | bieg na 200 m      | półfinał             | 20,27         | GBR           |
| 2015 | Mistrzostwa świata                      | Pekin          | sztafeta 4 × 100 m | –                    | DNF           | GBR           |
| 2016 | Mistrzostwa Europy                      | Amsterdam      | bieg na 200 m      | 3. miejsce           | 20,56         | GBR           |
| 2016 | Igrzyska olimpijskie                    | Rio de Janeiro | bieg na 200 m      | półfinał             | 20,25         | GBR           |
| 2017 | IAAF World Relays                       | Nassau         | sztafeta 4 × 100 m | –                    | DNF           | GBR           |
| 2017 | Superliga drużynowych mistrzostw Europy | Lille          | sztafeta 4 × 100 m | 1. miejsce           | 38,08         | GBR           |
| 2017 | Mistrzostwa świata                      | Londyn         | bieg na 200 m      | półfinał             | 20,38         | GBR           |
| 2017 | Mistrzostwa świata                      | Londyn         | sztafeta 4 × 100 m | 1. miejsce           | 37,47         | GBR           |

## Rekordy życiowe
- Bieg na 60 metrów (hala) – 6,62 (2014)
- Bieg na 100 metrów – 10,14 (2014) / 10,13w (2017)
- Bieg na 200 metrów – 20,16 (2017) / 19,86w (2017)